# 峨眉庄
峨眉庄為台灣日治時期1920年至1945年間存在之行政區，轄屬新竹州竹東郡。今新竹縣峨眉鄉。

## 行政區劃
峨眉庄在臺灣日治時期行政區劃的十二廳時期原屬新竹廳竹北一堡之月眉庄、中興庄、石井庄、富興庄、赤柯坪庄、石硬仔庄、藤坪庄、十二藔庄。1920年10月，上述8庄合併為峨眉庄，「月眉」改稱「峨眉」，轄域內分為峨眉、中興、石井、赤柯坪、十二寮、富興、石硬子、藤坪等8個大字。
- 峨眉大字下有「峨眉」、「河背」小字名
- 中興大字下有「中興」、「四分子」小字名
- 石井大字下有「石井」、「梯子桄」小字名
- 富興大字下有「富興」、「水流東」、「西河排」小字名
- 赤柯坪大字下有「赤柯坪」、「赤柯山」、「十四寮」、「十五寮」小字名
- 石硬子大字下有「石硬子」、「社寮坑」小字名
- 藤坪大字下有「藤坪」、「大寮」小字名
- 十二寮大字下有「十二寮」、「十寮坑」小字名[2]

## 設施
- 峨眉庄役場
- 峨眉公學校→峨眉國民學校（今新竹縣寶山鄉寶山國民小學）
- 富興公學校→富興國民學校（今新竹縣寶山鄉新城國民小學）
- 新竹第四青年特別鍊成所
- 獅頭山